# Quechua de Conchucos
El quechua de Conchucos es una variedad de los idiomas quechuas centrales. Se distribuye, en Perú, por la Sierra oriental de Áncash, el noroeste del departamento de Huánuco y parte de la provincia de Corongo. Comparte similitudes gramaticales con la variedad de Huailas.
Comparten como rasgo gramatical distintivo el uso del sufijo aspectual -ski=ri, desconocido en Huailas y difundido en hablas geográficamente próximos. De modo que semánticamente son iguales: mikuskiy con mikuriy.
Existen diferencias fonológicas notables dentro del conjunto conchucano.  En Sihuas, la antiguas consonantes africadas postalveolar [t͡ʃ], representada como ch, y retrofleja [ʈ͡ʂ], representada como ćh, han conservado su punto de articulación. En el resto del conjunto, la postalveolar se ha transformado generalmente en alveolar [t͡s], desafricandose en la provincia de Huamalíes ([s]). A la par solo Corongo mantiene la pronunciación de la retrofleja, mientras las demás hablas la han adelantado a la posición postalveolar.
La consonante uvular, originalmente oclusiva [q] como en Huailas, se pronuncia generalmente como fricativa sonora [ʁ], con la particularidad de ser sorda [χ] en Corongo. En las provincias de Huari y Antonio Raimondi, la uvular posición final origina consonantes largas cuando es parte de algunos sufijos como -taq [tɐ̞ː] o raq [rɐ̞ː].
- En inflexiones verbales se omite 'q'. Ejemplos: Mikurquu --> mikuruu. Mikushqa --> mikusha. Kantaqku --> kantaaku.*
- Sólo en Oriente ancashino. Además de m, mi se usa chaa y mari con el mismo valor significante. ejemplos: paymi = paymari = paychaa. Nuqam = nuqachaa= nuqamari.[2]